# Jaleen Smith
Jaleen Smith (Freeport, 24 novembre 1994) è un cestista statunitense naturalizzato croato.

## Statistiche

### College
| Anno      | Squadra      | PG  | PT  | MP   | TC%  | 3P%  | TL%  | RP  | AP  | PRP | SP  | PP   |
| --------- | ------------ | --- | --- | ---- | ---- | ---- | ---- | --- | --- | --- | --- | ---- |
| 2013-2014 | UNH Wildcats | 28  | 12  | 20,6 | 32,9 | 30,1 | 77,3 | 2,8 | 1,3 | 0,5 | 0,2 | 5,3  |
| 2014-2015 | UNH Wildcats | 32  | 32  | 31,7 | 41,5 | 32,6 | 80,5 | 5,2 | 2,8 | 1,3 | 0,3 | 10,7 |
| 2015-2016 | UNH Wildcats | 30  | 29  | 34,6 | 40,7 | 36,7 | 90,0 | 5,5 | 3,4 | 0,9 | 0,4 | 13,4 |
| 2016-2017 | UNH Wildcats | 32  | 31  | 36,2 | 46,6 | 35,8 | 78,1 | 6,4 | 4,3 | 0,9 | 0,6 | 15,8 |
| Carriera  | Carriera     | 122 | 104 | 31,0 | 42,0 | 34,3 | 82,4 | 5,0 | 3,0 | 0,9 | 0,4 | 11,5 |

### Eurolega
| Anno      | Squadra        | PG | PT | MP   | TC%  | 3P%  | TL%  | RP  | AP  | PRP | SP  | PP   |
| --------- | -------------- | -- | -- | ---- | ---- | ---- | ---- | --- | --- | --- | --- | ---- |
| 2021-2022 | Alba Berlino   | 33 | 17 | 21,0 | 36,2 | 31,7 | 93,3 | 2,2 | 2,3 | 0,8 | 0,1 | 8,3  |
| 2022-2023 | Alba Berlino   | 31 | 27 | 24,6 | 40,8 | 37,4 | 83,6 | 2,7 | 2,6 | 0,8 | 0,2 | 11,5 |
| 2023-2024 | Virtus Bologna | 13 | 2  | 11,4 | 48,0 | 48,3 | 87,5 | 1,5 | 0,8 | 0,5 | 0,1 | 5,3  |
| 2023-2024 | Partizan       | 7  | 2  | 18,1 | 47,2 | 38,9 | 100  | 1,7 | 1,3 | 0,7 | 0,1 | 6,7  |
| Carriera  | Carriera       | 84 | 48 | 20,6 | 39,8 | 36,1 | 87,6 | 2,2 | 2,1 | 0,7 | 0,1 | 8,9  |

## Palmarès

### Squadra
- Campionato tedesco: 1

Alba Berlino: 2021-22
- Coppa di Germania: 1

Alba Berlino: 2021-22
- Supercoppa italiana: 1

Virtus Bologna: 2023

### Individuale
- Basketball-Bundesliga MVP: 1

BSG Ludwigsburg: 2020-2021
- All-Eurocup First Team: 1

Bahçeşehir: 2024-2025